# Mycetophila blanda
Mycetophila blanda é uma espécie de mosquito da família Mycetophilidae. Suas larvas parasitam cogumelos do gênero Lactarius, tal como o L. deterrimus.